# Josef Zinnbauer
Josef „Joe“ Zinnbauer (* 1. Mai 1970 in Schwandorf) ist ein deutscher Fußballtrainer, Finanzunternehmer und ehemaliger Fußballspieler.

## Spielerkarriere
Als A-Jugendspieler spielte Zinnbauer bereits in der 1. Herrenmannschaft seines Heimatvereins FV Wendelstein. 1989 folgte der Sprung in die 3. Liga zur SVG Göttingen 07, für die er ein Jahr spielte, bevor es ihn zurück nach Franken zum TSV Vestenbergsgreuth zog. Anschließend spielte er jeweils eine Saison beim SC 08 Bamberg und der SpVgg Bayreuth, 1993 wechselte er zum SSV Ulm 1846 in die Oberliga Baden-Württemberg.
Mit dem SSV Ulm, der von Paul Sauter trainiert wurde, erreichte Zinnbauer mit den Kollegen Marc Arnold, Markus Beierle, Klaus Perfetto und Dragan Trkulja als Oberligameister die Aufstiegsrunde zur 2. Fußball-Bundesliga. Als Tabellenzweiter hinter dem FSV Frankfurt verpasste der Klub jedoch die Rückkehr in die Zweite Liga. Daraufhin verließen einige talentierte Spieler den Verein, darunter auch Zinnbauer, der zum Karlsruher SC in die Bundesliga wechselte. Parallel zu seiner Spielerkarriere gründete er sein eigenes Finanzberatungsunternehmen mit Sitz in Nürnberg.
In Karlsruhe blieb er ohne Erstligaeinsatz. Im Jahr darauf wechselte er zum 1. FSV Mainz 05 in die 2. Bundesliga. In der Hinrunde 1995/96 absolvierte er 16 Spiele; aufgrund einer Knieverletzung (Knorpelschaden) musste er dann jedoch seine Profikarriere beenden. In der Saison 1996/97 spielte er noch viertklassig bei der SG Post/Süd Regensburg, 1997/98 auch noch beim SC Weismain, ehe er als Sportinvalide den Profifußball aufgeben musste.

## Trainerkarriere

### Anfänge im Amateurbereich und als Co-Trainer
Zinnbauer war bereits zu seiner Zeit als Amateurspieler Trainer im Amateurbereich, seine erste Station war der SK Lauf. Anschließend war er beim TSV Wendelstein und beim Henger SV als Spielertrainer tätig.
Anfang 2005 entstand der Kontakt zum VfB Oldenburg, bei dem Zinnbauer ab Juni Cheftrainer wurde. In seinem ersten Jahr wurde er mit der Mannschaft punktgleich mit dem SV Ramlingen/Ehlershausen Tabellenzweiter der Niedersachsenliga West. Im zweiten Jahr gelang der Aufstieg in die Oberliga Nord. Als Liganeuling stand die Mannschaft lange Zeit auf einem Aufstiegsplatz, verpasste jedoch am Ende der Saison 2007/08 als Tabellensiebter knapp die Qualifikation für die neu eingeführte dreigleisige Regionalliga. Obwohl er aufgrund der schwachen Rückrunde zeitweise in der Kritik stand, hielt der VfB Oldenburg an ihm fest. In der folgenden Spielzeit 2008/09 führte er die Mannschaft beinahe zum Wiederaufstieg in die Viertklassigkeit, als Meister der Oberliga Niedersachsen West scheiterte der Klub in den Aufstiegsspielen nur aufgrund der Auswärtstorregel am Ostmeister Goslarer SC 08. Mit dem vom Verein ausgegebenen Ziel, unter die ersten acht Mannschaften zu kommen, erreichte er sich am Ende der Spielzeit 2009/10 Tabellenplatz zwei, wodurch sich die Mannschaft für die eingleisige Oberliga Niedersachsen qualifizierte. Dennoch wurde er einen Tag nach dem letzten Saisonspiel, trotz eines bis Sommer 2011 gültigen Vertrages, am 30. Mai 2010 vom VfB Oldenburg freigestellt.
In der Hinrunde der Saison 2010/11 hospitierte er bei Thorsten Fink, damals Trainer des FC Basel. Im Dezember 2010 absolvierte Zinnbauer unter Uwe Rapolder ein Praktikum beim Karlsruher SC, anschließend erhielt er einen Vertrag als Co-Trainer ab Januar 2011. Nach Rapolders Entlassung im März 2011 war er bis September 2011 Co-Trainer unter Rainer Scharinger und danach bis März 2012 Co-Trainer von Jørn Andersen. Nach der Beförderung des U23-Trainers Markus Kauczinski am 26. März 2012 zum Cheftrainer der Zweitligamannschaft übernahm Zinnbauer die Leitung der Regionalligamannschaft des KSC. Da die erste Mannschaft des KSC am Saisonende aus der 2. Bundesliga abgestiegen war, musste die Zweite Mannschaft ab der Saison 2012/13 in der Oberliga Baden-Württemberg spielen. Zinnbauers Mannschaft wurde dort in den folgenden Spielzeiten Zwölfter bzw. Fünfter.
Im Jahr 2014 absolvierte er erfolgreich den Fußballlehrer-Lehrgang des DFB an der Hennes-Weisweiler-Akademie in Hennef und erhielt die UEFA-Pro-Lizenz.

### Hamburger SV
Zur Saison 2014/15 übernahm Zinnbauer von Rodolfo Cardoso die Zweite Mannschaft (U23) des Hamburger SV. Nach acht siegreichen Spielen in Serie in der Regionalliga Nord trat er am 17. September 2014 die Nachfolge von Mirko Slomka als Trainer der auf dem letzten Tabellenplatz stehenden Bundesligamannschaft des HSV an. In seiner ersten Partie spielte seine Mannschaft zu Hause 0:0 gegen den FC Bayern München. Nach zwei weiteren Niederlagen feierte Zinnbauer am 7. Spieltag mit einem 1:0 gegen Borussia Dortmund seinen ersten Bundesligasieg; für den HSV war es der erste Saisonsieg. Es war auch der erste Auswärtssieg der Hamburger seit dem 3:0-Sieg am 27. Oktober 2013 beim SC Freiburg. Am 27. Oktober 2014 wurde Zinnbauers bis zum 30. Juni 2016 laufender U23-Vertrag in einen Profivertrag umgewandelt. Bis zum Ende der Hinrunde, die auf Rang 14 abgeschlossen wurde, konnte Zinnbauer das Team vor allem defensiv stabilisieren. So stellte der HSV in 17 Hinrundenspielen mit 19 Gegentoren die viertbeste Defensive, erzielte jedoch nur neun Tore. 
Am 14. Februar 2015, dem 21. Spieltag, verlor er mit dem HSV 0:8 beim FC Bayern München – die höchste Niederlage in der Bundesligageschichte des HSV. Nachdem die Mannschaft nach sechs sieglosen Spielen acht Spieltage vor Saisonende auf den Relegationsplatz abgerutscht war, wurde Zinnbauer am 22. März 2015 freigestellt.
Unter Zinnbauer debütierten die Nachwuchsspieler Matti Steinmann, Tolcay Ciğerci, Ashton Götz, Mohamed Gouaida und Ronny Marcos in der Bundesliga. Allerdings holte der HSV unter Zinnbauer in 23 Spielen lediglich 24 Punkte (sechs Siege, sechs Unentschieden, elf Niederlagen) und erzielte bis zum 26. Spieltag nur 16 Tore. Zur Saison 2015/16 übernahm Zinnbauer wieder die U-23 des HSV.

### Weitere Stationen im Ausland
Am 16. September 2015 wurde Zinnbauer neuer Cheftrainer des Schweizer Erstligisten FC St. Gallen. Er erhielt einen Dreijahresvertrag. Am 4. Mai 2017 wurde er nach fünf Niederlagen in Serie entlassen. Im Dezember 2019 übernahm er den südafrikanischen Erstligisten Orlando Pirates. 2020 gewann er mit dem Verein den südafrikanischen Pokalwettbewerb MTN 8. Im August 2021 trat er aus familiären Gründen vom Cheftrainerposten zurück und verließ den Verein.
Anfang Juli 2022 wurde er als Cheftrainer des russischen Erstligisten Lokomotive Moskau vorgestellt. Für die Übernahme des Traineramtes in Russland während des russischen Angriffskriegs gegen die Ukraine wurde Zinnbauer teils scharf kritisiert. Nach nur insgesamt 12 Spielen im Amt und fünf Niederlagen in Folge wurde Zinnbauer bereits am 8. Oktober 2022 wieder entlassen.
Am 8. Juni 2023 übernahm er den marokkanischen Erstligisten Raja Casablanca. Mit seinem Team gewann er das Double: Meisterschaft und Pokalsieg, und das ungeschlagen. Es folgten Engagements bei al-Wahda in Saudi-Arabien und JS Kabylie in Algerien. 

## Karriere als Finanzdienstleister
Zinnbauer machte neben dem Fußball zunächst eine Lehre zum Zerspanungsmechaniker und zum Versicherungsfachmann. Mit 22 wurde er Außendienstmitarbeiter einer großen Versicherungsgesellschaft. Anschließend gründete er ein Finanzberatungsunternehmen, mit dem er schon bald mehrere Millionen DM erwirtschaftete. Aufgrund dieser für einen jungen Fußballprofi ungewöhnlichen Nebenkarriere wurde er im August 1994 von Günther Jauch als Studiogast in Das aktuelle Sportstudio eingeladen.
Zinnbauer ist Inhaber der Unternehmensgruppe Zinnbauer mit Sitz in Nürnberg.